# بابایلو (خداآفرین)
بابایلوی جانانلو یکی از روستاهای استان آذربایجان شرقی است که در دهستان منجوان شرقی بخش منجوان شهرستان خداآفرین واقع شده‌است.